# Turbo – Kleine Schnecke, großer Traum
Turbo – Kleine Schnecke, großer Traum (Originaltitel Turbo) ist ein US-amerikanischer 3D-Animationsfilm aus dem Jahr 2013. Produziert von Dreamworks Animation und von 20th Century Fox vertrieben. Premiere hatte der Film am 17. Juli 2013 in den Vereinigten Staaten und Kanada, während er in Deutschland, Schweiz und Österreich am 3. und 4. Oktober 2013 anlief.

## Handlung
Die Gartenschnecke Theo hat einen großen Traum. Sie möchte einmal in ihrem Leben so schnell sein wie der bekannte Rennfahrer Guy Gagné. Nichts wünscht sie sich sehnlicher, als einmal beim Großen Rennen von Indianapolis, dem Indy 500, teilzunehmen. Sein Bruder Chet ist jedoch wenig begeistert von Theos Traum und versucht ihm sein Vorhaben auszureden.
Als eines Tages eine Tomate auf den Garten fällt, versucht Theo, sie zurückzuholen, begibt sich jedoch ahnungslos in Lebensgefahr, da er dem Rasenmäher immer näher kommt. Chet kann ihn noch rechtzeitig retten. Deprimiert begibt sich Theo auf eine Autobahn, wo er sich wünscht, sehr schnell zu sein. Plötzlich fällt Theo auf die Motorhaube eines stark getunten Autos. Als dieses stark beschleunigt, wird Theo in dessen Motor gesaugt, wo er mit dem N2O der Lachgaseinspritzung in Kontakt kommt und aus dem Auspuff des „Drag-Cars“ wieder herausgeschleudert wird. In der Folge entwickelt er Superkräfte und unterscheidet sich deutlich von den anderen Schnecken. Er ist plötzlich blitzschnell und probiert seine neuen Kräfte am Dreirad eines Jungen aus. Allerdings rollt das Dreirad auf den Gemüsegarten (den Arbeitsplatz der Gartenschnecken) zu und zerstört ihn. Daraufhin werden Theo und Chet aus dem Garten verbannt. Dies nimmt Theo zum Anlass, seine Reise zum Indianapolis-Rennen zu beginnen. Auf dem Weg dorthin werden er und Chet von Krähen überfallen und finden Rettung bei Tito, einem Taco-Händler, der die beiden in seinem Wagen mitnimmt. In einem heruntergekommenen Einkaufszentrum angekommen, lernt Turbo die Rennschnecken Checker, Bleifuß, Schneller Schatten, Flamme und Drifter kennen. Er zeigt ihnen seine Power, die er innehat und gewinnt so den Respekt der Schnecken. Er nennt sich ab jetzt „Turbo“. Tito ist total beeindruckt von Turbos Fähigkeit und kann mit ihm als Werbefigur sogar neue Kunden gewinnen. Diese sind begeistert von Turbos Fähigkeiten und bestärken Tito darin, Turbo für den „Indy 500“ anzumelden. Begleitet von Tito, Chet, den vier Rennschnecken und Titos neu gewonnenen Kunden reist er nach Indianapolis. Dort angekommen, gelingt es Turbo, sich für den „Indy 500“ zu qualifizieren. Dennoch ist sich die Rennleitung nicht sicher, ob sie es zulassen sollten, die Schnecke an einem solchen Rennen teilnehmen zu lassen. Nachdem sich jedoch der favorisierte Rennfahrer Guy Gagné (aus Publicitygründen) für Turbos Teilnahme einsetzt, wird es der Schecke gestattet an den Start zu gehen.
Als dann das Rennen beginnt, liegt Turbo schon nach wenigen Runden auf dem letzten Platz. Es ist für ihn nicht einfach, sich von den rasant rollenden Reifen der Rennwagen in ausreichendem Abstand zu halten. Gefährlich wird es, als er sich durch herumliegende Reifengummiteile manövrieren muss. Dann lassen auch noch Turbos Kräfte nach, weil Gagné ihn mit seinem Wagen gegen die Wand presst. Aber Turbo gibt nicht auf und beeindruckt die Zuschauer mit seinen Fähigkeiten. In der letzten Runde verursacht Gagné beim Versuch, Turbo einzuholen, einen Unfall, der sich auch auf die anderen Teilnehmer, einschließlich Turbo, auswirkt und dazu führt, dass das Rennen zum Erliegen kommt.
Turbo, der die Hoffnung verloren hat, versteckt sich in seinem Schneckenhaus. Chet kann ihn mit viel Mühe motivieren, das Rennen auch ohne seine Superkräfte fortzusetzen. Stück für Stück kriecht Turbo der Ziellinie entgegen. Gagné, der es nicht hinnehmen will von einer Schnecke besiegt zu werden, versucht noch mit seinem beschädigten Wagen vor Turbo ins Ziel zu kommen, aber Turbo gewinnt das Rennen ganz knapp. Die Zuschauer bejubeln ihn und Gagné wird aufgrund mehrerer Betrügereien disqualifiziert.
Am Ende wird Chet Mitglied von Bleifuß‘ Team. Turbo hat sich von seinem Schäden, die er sich bei dem Indy 500-Rennen zugezogen hat, erholt und bestreitet nun mit seinen Freunden ein Schneckenrennen.

## Synchronisation
Die Synchronisation wurde von der FFS Film- & Fernseh-Synchron GmbH in Auftrag gegeben, Dialogregie führte Marius Clarén.
| Rolle                            | Englischer Sprecher | Deutscher Sprecher       | Englische Rollenbezeichnung (falls abweichend) |
| -------------------------------- | ------------------- | ------------------------ | ---------------------------------------------- |
| Turbo                            | Ryan Reynolds       | Malte Arkona             |                                                |
| Angelo                           | Luis Guzmán         | Manuel Cortez            |                                                |
| Bleifuß                          | Samuel L. Jackson   | Engelbert von Nordhausen | Whiplash                                       |
| Bobby                            | Richard Jenkins     | Hans-Jürgen Dittberner   |                                                |
| Cara                             | Michelle Rodriguez  | Vera Teltz               |                                                |
| Checker                          | Snoop Dogg          | Jan-David Rönfeldt       | Smoove Move                                    |
| Chet                             | Paul Giamatti       | Olaf Reichmann           |                                                |
| Danny                            | Aaron Berger        | Joshua Nathan            |                                                |
| Drifter                          | Ben Schwartz        | Marius Clarén            |                                                |
| Flamme                           | Maya Rudolph        | Maja Maneiro             |                                                |
| Guy Gagné                        | Bill Hader          | Markus Pfeiffer          |                                                |
| Kim Ly                           | Ken Jeong           | Michael Pan              |                                                |
| Offizieller                      | Mark Walton         | Matthias Klages          |                                                |
| Renn-Manager                     | Kurtwood Smith      | Bernd Rumpf              |                                                |
| Reporter an Rennstrecke          | Derek Drymon        | Kim Hasper               |                                                |
| Schneller Schatten               | Mike Bell           | Tobias Kluckert          |                                                |
| schottischer Nachrichtensprecher | Dario Franchitti    | Matthias Klages          |                                                |
| Tito                             | Michael Peña        | Giovanni Zarrella        |                                                |
| Tourbusfahrer                    | Chris Miller        | Peter Flechtner          |                                                |
| Vorarbeiter                      | Paul Dooley         | Klaus Sonnenschein       |                                                |

## Einspielergebnis
Das Budget belief sich auf 127 Millionen US-Dollar, der Film spielte an den Kinokassen weltweit über 282,6 Millionen US-Dollar ein.

## Kritik
Der Filmdienst.de schrieb: „Ein sympathisches „Superhelden“-Abenteuer, das eine originelle Variation des von vielen US-amerikanischen Familientrickfilmen variierten Stereotyps vom gutherzigen Underdog und Rebellen erschafft und diese mit treffenden Pointen garniert.“
Cinema urteilte zusammenfassend: „Turbogang mit angezogener Handbremse – Kinder werden an dem kleinen Flitzer und der uninspirierten Story dennoch ihre Freude haben.“
Kino-zeit.de befand, es verwundere kaum „dass Turbo – Kleine Schnecke, großer Traum zwar durchaus einigen Unterhaltungswert (vor allem für kleinere Kinobesucher) besitzt, Erwachsene sich aber aufgrund der Vorhersehbarkeit der Geschichte eher langweilen dürften.“

## Videospiele
Am 16. Juli 2013 veröffentlichte D3Publisher das Videospiel Turbo: Super Stunt Squad, basierend auf der Handlung des Films. Das Spiel wurde auf Wii, Wii U, Nintendo 3DS, Nintendo DS, Xbox 360 und PlayStation 3 veröffentlicht. Die Versionen für Xbox 360, PlayStation 3 und Wii U von „Monkey Bar Games“ produziert und die 3DS-, DS- und Wii-Versionen von „Torus Games“. Das Gameplay des Spiels ermöglicht es verschiedene Rennstunts durchzuführen, als Schneckenteam zu spielen, deren Fähigkeiten zu zeigen und alle Hindernisse zu überwinden.
Eine mobile Version des Spiels namens Turbo Racing League wurde am 22. Mai 2013 für iPhone, iPad und Android-Geräte veröffentlicht. Das Gameplay ermöglicht es den Spielern, als Schnecken an Rennen teilzunehmen.